# Drosera aberrans
Drosera aberrans (Lowrie & Carlquist) Lowrie & Conran, 2008 è una pianta carnivora della famiglia delle Droseracee, endemica dell'Australia.

## Tassonomia
In passato era inquadrata come sottospecie di Drosera whittakeri.